# Die Bibel – Jesus
Die Bibel – Jesus (Originaltitel Jesus) ist ein zweiteiliger Fernsehfilm über das Leben Jesu von Nazaret, der von Jeremy Sisto verkörpert wird. Jacqueline Bisset ist als Jesus’ Mutter Maria zu sehen, Armin Mueller-Stahl als sein weltlicher Vater Joseph.
Im deutschsprachigen Fernsehen wurde der Film erstmals am 25. Dezember 1999 im Programm der ARD ausgestrahlt.

## Handlung
Die Geschichte des Films beginnt, als Jesus bereits erwachsen ist. Er reist mit seinem Ziehvater Joseph durch die Dörfer, wo sie – meistens erfolglos – Arbeit als Zimmerleute suchen. Rom beutet das verarmte Volk aus, die Menschen hungern. Jüdische Steuereinnehmer ziehen durch die Dörfer und die jüdische Regierung unter Herodes Antipas unterstützt die Tyrannei.
Nach dem Tod seines weltlichen Vaters, des Zimmermanns Joseph, zögert Jesus, seiner Berufung zu folgen. Doch seine Mutter Maria spricht ihm Mut zu, und so lässt er sein bisheriges Leben hinter sich. Als er eine Vielzahl von Wundern vollbringt, schließen sich ihm immer mehr Menschen an. Das macht ihn allerdings zur Gefahr für die religiösen und weltlichen Herrscher Judäas. Beim letzten Abendmahl verabschiedet sich Jesus von seinen Jüngern und erwartet den Verrat durch Judas. Erneut widersteht Jesus den Verlockungen Satans und macht sich bereit für einen grausamen Tod am Kreuz. Doch drei Tage später ist seine Grabkammer leer und Jesus erscheint seinen Jüngern. Sie sollen verkünden, dass die Liebe den Tod besiegt habe.
Am Ende des Films sieht man Jesus an der Promenade einer modernen Hafenstadt in moderner Kleidung entlanglaufen. Er trifft auf eine Gruppe Kinder, die lachend auf ihn zuläuft und ihn umarmt.

## Hintergrund
Der in Marokko und auf Malta gedrehte Film verknüpft bisher gewohnte Bibelfilme mit modernen Elementen. Satan führt Jesus beispielsweise anhand der Zustände in der heutigen Dritten Welt vor Augen, dass der Zimmermann all ihr Elend verändern könnte. Später, am Abend vor Jesu Kreuzigung führt „er“ ihn abermals in Versuchung, und demonstriert, dass Jesu Tod am Kreuz nur die Inquisition und die Kreuzzüge heraufbeschwören wird, und dass er den Leidensweg nicht gehen sollte. Jesus wird als Mann dargestellt, der in eine Frau verliebt war, und der von seiner Mutter buchstäblich gedrängt wurde, seine Mission zu beginnen.
Die Produktion des Films soll circa 35 Millionen DM gekostet haben und damit eine der teuersten TV-Produktionen der Fernsehgeschichte gewesen sein. Täglich wurden 600 Liter Trinkwasser sowie zehn Trucks mit Ausrüstung benötigt. Aufwendig gebaute Paläste und bis zu 1.100 Statisten verteuerten die Produktion in der Wüste zudem, deren Dauer sich über fast drei Jahre hinzog. Der Film wurde in 120 Ländern veröffentlicht.

## Anekdote
Fabio Sartor, der Darsteller von Jakobus dem Älteren, spielte 2004 die Rolle des Abenader in Mel Gibsons Die Passion Christi.

## Synchronisation
- Jesus: Peter Flechtner
- Maria: Helga Sasse
- Joseph: Armin Mueller-Stahl
- Simon Petrus: Martin Seifert
- Maria Magdalena: Peggy Sander
- Herodes Antipas: Hans-Jürgen Wolf
- Pontius Pilatus: Bernd Vollbrecht
- Johannes der Täufer: Torsten Münchow
- Lysias: Roland Hemmo
- Kaiphas: Christian Kohlund
- Satan: Ernst Meincke
- Maria von Bethanien: Marie Bierstedt
- Herodias: Liane Rudolph
- Andreas: Detlef Bierstedt
- Judas Iskarioth: Peter Reinhardt
- Barabbas: Andreas Rüdiger
- Lazarus: Klaus Lochthove
- Jakobus der Ältere: Jürgen Kluckert
- Levi Matthäus: Oliver Feld
- Thomas: Santiago Ziesmer
- Joseph von Arimathäa: Gerhard Paul
- Jared: Kaspar Eichel
- Farmer: Jan Spitzer
- Seth: Alexander Döring

## Veröffentlichung
In Italien hatte der Film am 5. Dezember 1999 Premiere, er lief dort sowohl unter dem Titel Gesù sowie unter dem Titel La bibbia: Jesus. In Finnland war er erstmals am 21. April 2000 unter dem Titel Raamattu: Jeesus zu sehen. In den Vereinigten Staaten erfolgte die Erstveröffentlichung am 14. Mai 2000, in Brasilien am 19. Dezember 2000 unter dem Titel Jesus, a Maior História de Todos os Tempos und in Frankreich am 25. Dezember 2000 unter dem Titel Jésus. In Argentinien erschien der Film erstmals am 11. Dezember 2003 unter dem Titel Jesús auf DVD und in Norwegen erfolgte die Erstveröffentlichung am 21. April 2004. Zudem wurde der Film in folgenden Ländern veröffentlicht: Bulgarien, Kanada, Ecuador, Griechenland, Ungarn, Malta, in den Niederlanden, auf den Philippinen, in Polen, Rumänien, Russland, Südafrika, Südkorea und in der Ukraine.
Studiocanal veröffentlichte den Film am 6. April 2004 auf DVD.

## Rezeption

### Kritik
Das Lexikon des internationalen Films bezeichnete den Film als eine „aufwändige Bibelverfilmung“. „Der erste Teil“ nehme sich „viele künstlerische Freiheiten“, während der zweite „nur noch eine Liste von Bibelstellen“ abarbeite. „Höhepunkt der Konventionalität sind die Kreuzigung und das sich anschließende Erdbeben, dessen zerstörerische Folgen die Computer angerichtet haben.“ Insgesamt gehe der Film jedoch „übers Mittelmaß hinaus“, er habe „eine Fülle interessanter Ansätze, die man aber gerne weiter entwickelt gesehen hätte“.
Die Redaktion der Zeitschrift TV Spielfilm zeigte mit dem Daumen zur Seite und bemängelte, dass es „mit den Bibelverfilmungen aus dem Hause Leo Kirch ein Kreuz“ sei, sie seien zwar „gut besetzt, aber so langweilig wie eine Sonntagspredigt“.
Die Redaktion der Zeitschrift Prisma sah das ähnlich und führte aus: „Hier werden alle wichtigen Stationen im Leben Jesu nachgezeichnet. Doch wie bei den meisten Kirch-Bibel-Projekten ist auch dies wieder eine recht zähe Angelegenheit. Dank der guten Darsteller und der bemerkenswerten Bilder erspart einem dieser Zweiteiler immerhin, sich das noch langweiligere Neue Testament in Buchform zu Gemüte zu führen.“

### Auszeichnungen
Die Bibel – Jesus wurde mit 2 Emmy-Nominierungen bedacht, und zwar in den Kategorien:
- „Beste Maske“
- „Bester Film“